# Кату – Аталайя – Ітапоранга
Кату – Аталайя – Ітапоранга – елемент газопровідної системи на сході Бразилії, який сполучає штати Баїя та Сержипі. 
У 1960-х роках в штаті Сержипі почалась розробка нафтових родовищ басейну Сержипі – Алагоас. Підготовку отриманого тут попутного газу провадили на кількох майданчиках, зокрема, в приморській Аталайї (саме останній обслуговував перше бразильське офшорне родовище Гуаріцема). Для видачі звідси продукції в 1974-му ввели в експлуатацію перший бразильський газопровід між штатами Gaseb, який транспортував ресурс до газопереробного заводу Кату в штаті Баїя, звідки відбувались поставки споживачам через газопровідну систему басейну Реконкаву. Gaseb мав довжину 230 км та був виконаний в діаметрі труб 350 мм. 
В 2007 році проклали ділянку довжиною 29 км з тим саме діаметром 350 мм від Аталайї до Ітапоранги на трасі нової газопровідної системи Кату – Пілар. Таким чином, Ітапоранга виявилась пов’язаною з Кату одразу двома трубопроводами, при цьому до середини 2010-х до Кату стало можливим надходження ресурсу з південно-східних штатів (система Gasene) та терміналу для прийому ЗПГ Байя-Тодуз-ус-Сантус.